# Нестеров, Никита Данилович
Ники́та Дании́лович Не́стеров (род. 28 марта 1993, Челябинск) — российский хоккеист, защитник и капитан ЦСКА, в прошлом выступал в клубах НХЛ. Олимпийский чемпион 2018 года, заслуженный мастер спорта России.

## Карьера
Воспитанник челябинской хоккейной школы «Трактор».
Начал карьеру в 2009 году в составе челябинского клуба Молодёжной хоккейной лиги «Белые медведи». В дебютном сезоне провёл на площадке 13 игр, набрав 7 (5+2) очков. В следующем году на драфте Канадской хоккейной лиги был выбран в первом раунде под общим 16-м номером клубом «Трай-Сити Американс», а на драфте КХЛ был выбран также в первом раунде под общим 22-м номером родным «Трактором».
Перед началом следующего сезона заявил, что отправится выступать в WHL, однако 11 августа 2010 года подписал новый контракт с челябинским клубом, после чего принял решение остаться в команде. В новом сезоне стал одним из основных защитников клуба, набрав 19 (5+14) очков в 51 матче. Более того, 23 сентября 2010 года он имел шанс дебютировать в КХЛ в составе «Трактора» в матче против «Амура», однако из-за того, что на складах челябинского клуба не нашлось свободного игрового свитера, Нестерову пришлось наблюдать за матчем с трибун.
В 2011 году на драфте НХЛ был выбран в пятом раунде под общим 148-м номером клубом «Тампа-Бэй Лайтнинг». Сезон 2011/12 также начал в составе «медведей», а 2 октября 2011 года провёл свой первый матч в КХЛ, в игре против «Авангарда» проведя на площадке 19 секунд.
1 мая 2013 года было объявлено, что Нестеров подписал трёхлетний контракт новичка с клубом «Тампа-Бэй Лайтнинг». Первый гол в НХЛ забил 16 февраля 2015 в ворота «Лос-Анджелес Кингз».
26 сентября 2016 года продлил контракт с «Тампой» на один год.
26 января 2017 года был обменян в «Монреаль Канадиенс». Первый гол в Монреале забил во втором матче в матче против «Филадельфии Флайерз», поразив ворота Михала Нойвирта.
В 2017 он подписал контракт с ЦСКА. В своём дебютном сезоне за армейцев Нестеров набрал 24 очка в 63 матчах. Вместе с командой в 2019 году стал обладателем Кубка Гагарина.
23 октября 2020 года подписал контракт с «Калгари Флэймз» сроком на один сезон с зарплатой 700 тысяч долларов.
В июне 2021 года хоккеист вернулся в ЦСКА, подписав однолетний контракт с зарплатой 25 млн рублей за сезон.
9 февраля 2023 года поставил новый рекорд ЦСКА среди защитников по количеству очков за одну регулярку, набрав 36 очков. Прошлый рекорд принадлежал Якову Рылову.

### В сборной
В составе сборной России принимал участие в юниорских чемпионатах мира 2010 и 2011 годов, на последнем из которых он вместе с командой стал бронзовым призёром. В составе молодёжной сборной выступал на двух чемпионатах мира (2012, 2013). В 2012 году завоевал серебряные награды чемпионата мира, в 2013 году — бронзовые награды. В общей сложности на юниорских и молодёжных чемпионатах мира провёл 28 матчей, набрав 15 (6+9) очков, а также 66 минут штрафа.
Был включён в состав сборной России для участия на Кубке мира 2016, заменив дисквалифицированного Вячеслава Войнова.
В 2018 году был включён в состав сборной России для участия в зимних Олимпийских играх в Пхёнчхане, стал Олимпийским чемпионом, сыграв все 6 игр на турнире и забросив одну шайбу.

## Достижения
- Олимпийский чемпион Олимпийских игр 2018.
- Бронзовый призёр юниорского чемпионата мира 2011.
- Серебряный призёр молодёжного чемпионата мира 2012.
- Участник Кубка Вызова 2012.
- Обладатель Кубок Континента КХЛ в сезоне 2011/12 в составе «Трактора».
- Бронзовый призёр чемпионата КХЛ в сезоне 2011/12 в составе «Трактора».
- Бронзовый призёр молодёжного чемпионата мира 2013.
- Серебряный призёр чемпионата КХЛ в сезоне 2012/13 в составе «Трактора»
- Участник матча звёзд КХЛ: 2018
- Бронзовый призёр чемпионата мира 2019.
- Обладатель Кубка Гагарина КХЛ в сезонах 2018/19, 2021/22, 2022/23 в составе ЦСКА.
- Серебряный призёр Олимпийских игр 2022.

## Статистика
| Легенда | Легенда                    | Легенда | Легенда                   | Легенда | Легенда    |
| ------- | -------------------------- | ------- | ------------------------- | ------- | ---------- |
| И       | Количество проведённых игр | Штр     | Штрафное время            | +/−     | Плюс-минус |
| Г       | Голы                       | П       | Голевые передачи          | О       | Очки       |
| -       | Статистика неизвестна      | —       | Статистика не учитывалась |         |            |

## Награды
- Орден Дружбы (27 февраля 2018) — за высокие спортивные достижения на XXIII Олимпийских зимних играх 2018 года в городе Пхенчхане (Республика Корея), проявленные волю к победе, стойкость и целеустремленность[20]
- Медаль ордена «За заслуги перед Отечеством» I степени (25 февраля 2022) — за высокие спортивные достижения, волю к победе, стойкость и целеустремлённость, проявленные на XXIV Олимпийских зимних играх 2022 года в городе Пекине (Китайская Народная Республика)[21]